# Breve (Unterzeichen)
| ◌̮                          | ◌̮                    |
| Diakritische Zeichen       | Diakritische Zeichen |
| Bezeichnung                | Zeichen              |
| -------------------------- | -------------------- |
| Akut, einfach              | ◌́                    |
| Akut, doppelt              | ◌̋                    |
| Breve, darüber             | ◌̆                    |
| Breve, darunter            | ◌̮                    |
| Cedille, darunter          | ◌̧                    |
| Cedille, darüber           | ◌̒                    |
| Gravis, einfach            | ◌̀                    |
| Gravis, doppelt            | ◌̏                    |
| Haken                      | ◌̉                    |
| Hatschek                   | ◌̌                    |
| Horn                       | ◌̛                    |
| Komma, darunter            | ◌̦                    |
| Koronis                    | ◌̓                    |
| Makron, darüber            | ◌̄                    |
| Makron, darunter           | ◌̱                    |
| Mittelpunkt                | ·                    |
| Ogonek                     | ◌̨                    |
| Punkt, darüber             | ◌̇                    |
| Punkt, darunter            | ◌̣                    |
| Querstrich                 | ◌̶                    |
| Ring, darüber              | ◌̊                    |
| Ring, darunter             | ◌̥                    |
| diakritischer Schrägstrich | ◌̷                    |
| Spiritus asper             | ◌̔                    |
| Spiritus lenis             | ◌̓                    |
| Tilde, darüber             | ◌̃                    |
| Tilde, darunter            | ◌̰                    |
| Trema, darüber             | ◌̈                    |
| Trema, darunter            | ◌̤                    |
| Zirkumflex                 | ◌̂                    |

Das Breve als Unterzeichen, auch Unterbogenakzent, wird vor allem bei der Transliteration der Ägyptischen Sprache und der Semitischen Sprachen verwendet.

## Vorkommen
Das Breve kommt vor allem unter dem Buchstaben H vor.

## Darstellung auf dem Computer
Mit der deutschen Standard-Tastaturbelegung E1 wird das Zeichen als Alt Gr + u eingegeben. Diese Kombination wirkt als Tottaste, das heißt, sie ist vor h bzw. ⇧ Umschalt + h einzugeben. Bei den anderen Buchstaben ergibt diese Tastenfolge das Breve, darüber.

### Unicode
Der Zeichensatz Unicode enthält die folgenden Zeichen mit Breve darunter:
- Großbuchstabe H mit Breve darunter (Ḫ): U+1E2A (dezimal: 7722)
- Kleinbuchstabe H mit Breve darunter (ḫ): U+1E2B (dezimal: 7723)
- kombinierendes Breve darunter (kann mit jedem Buchstaben kombiniert werden): U+032E (dezimal: 814)

### TeX, LaTeX
TeX und LaTeX haben keinen Standardbefehl für das Breve darunter. Mit dem Paket semtrans kann bei Eingabe von \U{X} ein Breve unter jeden Buchstaben gesetzt werden (X hier nur als Platzhalter).